# Földrajzi információs rendszer

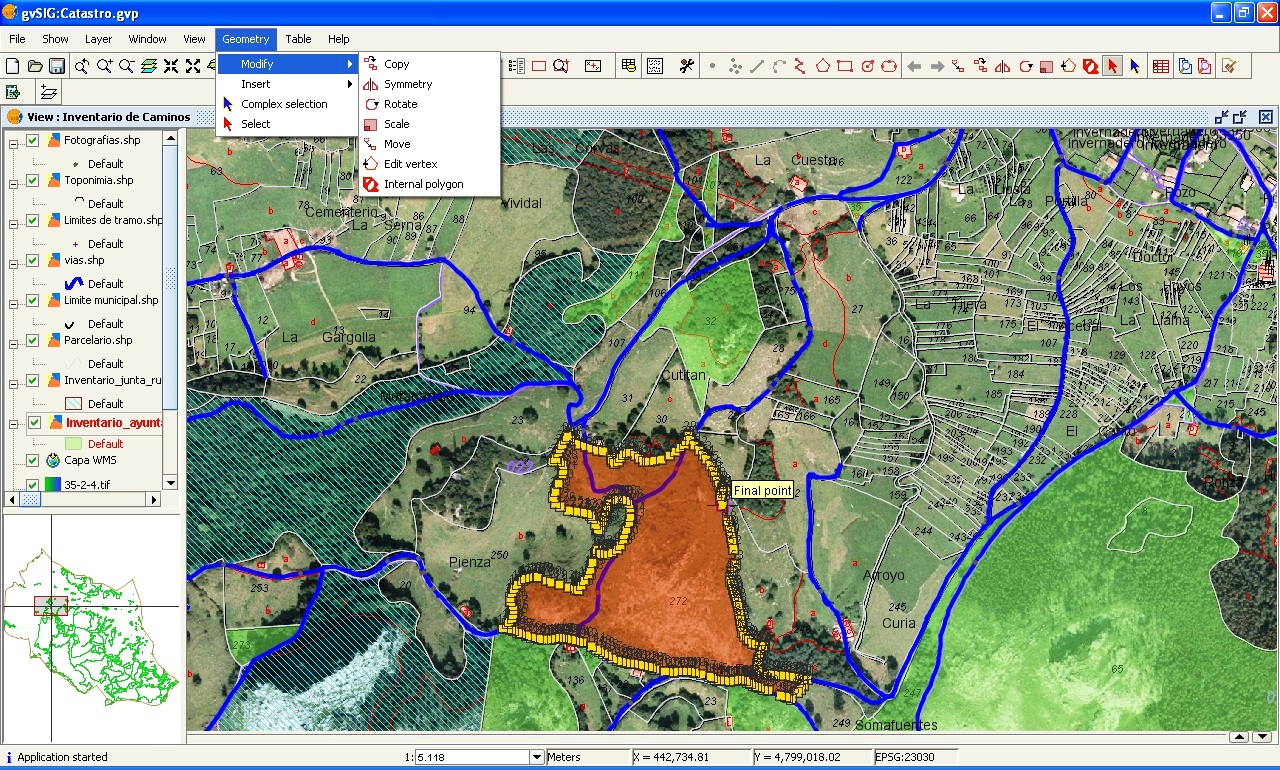
Földrajzi információs rendszer

A földrajzi információs rendszer egy olyan számítógépes rendszer, melyet földrajzi helyhez kapcsolódó adatok gyűjtésére, tárolására, kezelésére, elemzésére, a levezetett információk megjelenítésére, a földrajzi jelenségek megfigyelésére, modellezésére dolgoztak ki. Nevezik térinformatikai, geoinformációs rendszernek vagy angolul rövidítve GIS-nek. A GIS egyetlen rendszerbe integrálja a térbeli és a leíró információkat – alkalmas keretet biztosít a földrajzi adatok elemzéséhez.

## Felhasználása
A geoinformatika rendkívül nagy jelentőséggel bír a természeti erőforrások kutatásában, állapotának figyelésében; a közigazgatásban; a földhasználati- és tájtervezésben; az ökológiai- és gazdasági összefüggések feltárásában, a döntéshozásban; ugyanakkor a közlekedési-, szállítási-, honvédelmi-, piackutatási feladatok megoldásában; a szociológiai-, társadalmi összefüggések vizsgálatában; a település-fejlesztésben és a létesítmény-tervezésben. A geoinformatikában összefonódik a több ezer évre visszatekintő térképészet, a pár százéves földtudományok és a pár évtizedes múlttal rendelkező számítástechnika.

## Típusai
A geoinformációs rendszereket területi kiterjedésük szerint lokális, regionális és globális kategóriákba soroljuk. A rendszerek felhasználása rendkívül sokrétű, a fontosabb felhasználási területek:
- kataszteri információs rendszer
- közművek információs rendszere
- közgazdasági-, marketing információs rendszerek
- közigazgatási- és önkormányzati információs rendszerek
- topográfiai-kartográfiai információs rendszer
- katonai, rendészeti és katasztrófavédelmi geoinformációs rendszer
- természettudományi információs rendszerek (geodézia, geofizika, geológia, talajtan, botanika, ökológia, hidrológia, meteorológia, környezettudomány)
- társadalomtudományi információs rendszerek (művészettörténet, régészet, szociológia, politológia, etnográfia)
- mérnöki információs rendszerek (agrár-, bánya-, erdő-, földmérő-, építő-, építész-, közlekedési mérnöki rendszerek).

Magyarországon a jelenleg működő (csak szakemberek szűk köre számára elérhető) földrajzi adatokat is tartalmazó információs rendszer a TEIR.

## Külső hivatkozások
- térinformatika.lap.hu
- NCGIA térinformatika Archiválva 2006. április 8-i dátummal a Wayback Machine-ben [Tiltott forrás?]